# Optical, Spectroscopic, and Infrared Remote Imaging System

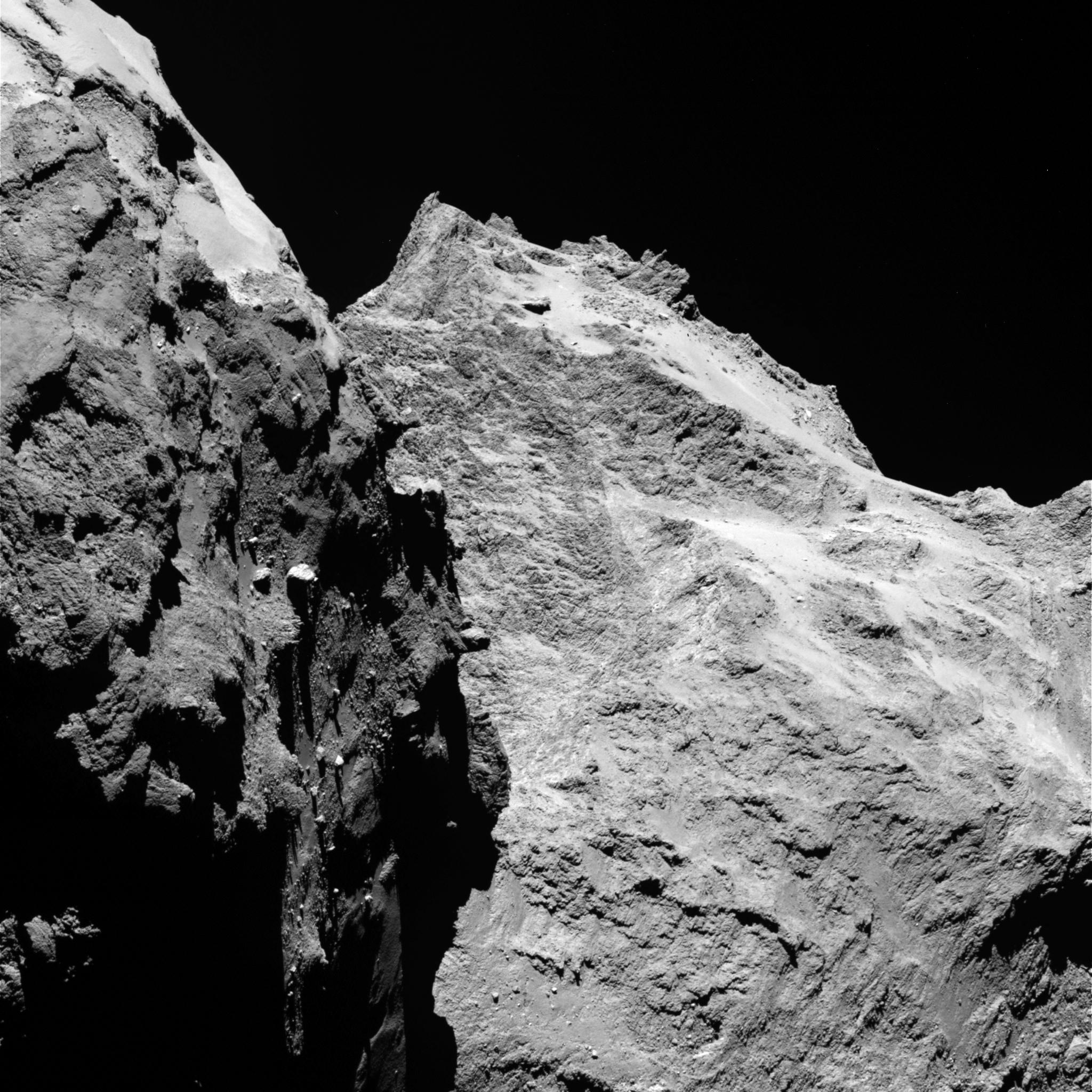
Créditos: ESA / Rosetta / MPS para equipe OSIRIS MPS / UPD / LAM / IAA / SSO / INTA / UPM / DASP / IDA Creative Commons Attribution-ShareAlike 3.0 IGO

OSIRIS (Optical, Spectroscopic, and Infrared Remote Imaging System) é o principal sistema de captura de imagens científicas a bordo do orbitador da sonda espacial Rosetta da Agência Espacial Europeia. Foi construído por um consórcio liderado pelo alemão Instituto Max Planck para Pesquisa do Sistema Solar. A OSIRIS, em 2015, já capturou imagem com resolução de 11 cm/px do cometa Churyumov-Gerasimenko.

## Características
OSIRIS é a câmara principal da sonda Rosetta, que obteve e continua obtendo imagens de muito resolução dos objetos. A câmara OSIRIS está a cargo do investigador do Instituto Max Planck para Pesquisa do Sistema Solar, Holger Sierks.
É composto por duas câmeras, uma de foco estreito e uma panorâmica. A de foco estreito, NAC em seu acrônimo em inglês (Narrow Angle Camera), tem uma alta resolução e tem uma capacidade de abordagem de 18,6 urad/pixel (micro radianos por pixel). A câmera de abordagem panorâmica, WAC em seu acrônimo em inglês (Wide Angle Camera), tem menor resolução, mas cada imagem pode abranger mais. Tem uma capacidade de abordagem de 101 urad/pixel (micro radianos por pixel). Com ambas as câmeras será fotografado toda a superfície do cometa Churyumov-Gerasimenko, chegando a uma resolução de 2 centímetros de superfície por cada pixel da imagem fotografada. O número máximo de pixels em ambas as câmeras é 2048 x 2048, isto é, 4 megapixels.
Os campos de visão foram:
- Foco estreito, com um campo de visão de 2,4 por 2,4 graus
- Panorâmica, com um campo de visão de 12 por 12 graus

Foi lançada na espaçonave Rosetta em 2004 e usada pela primeira vez no espaço em maio de 2004.  No total, as câmeras OSIRIS obtiveram 98 219 imagens durante toda a missão, 76 308 delas no cometa. Operou por 22 176 horas. 